# Dekanat Kcynia
Dekanat Kcynia – jeden z dwudziestu jeden dekanatów w rzymskokatolickiej diecezji bydgoskiej.

## Parafie
W skład dekanatu wchodzi 10 parafii (kolejność według dat erygowania parafii):
| Lp | Miejscowość / parafia                          | Rok erygowania | Patron                                 | Odpust parafialny                  | Uwagi | Zdjęcie |
| -- | ---------------------------------------------- | -------------- | -------------------------------------- | ---------------------------------- | --- | ------- |
| 1  | Kcynia św. Michała Archanioła                  | XI/XII w.      | Archanioł Michał                       | 29 września                        | Parafia farna w Kcyni, której początki sięgają XI/XII w., a udokumentowane – 1634 roku; kościół parafialny z 1631 roku (w rejestrze zabytków); kaplica cmentarna św. Barbary; www                                                                              |         |
| 2  | Panigródz św. Jana Chrzciciela                 | 1200           | św. Jan Chrzciciel                     | 24 czerwca (następna niedziela)    | |         |
| 3  | Jaktorowo św. Anny                             | 1288           | Święta Anna                            | 26 lipca                           | Szachulcowy kościół parafialny z 1776 roku (w rejestrze zabytków), neogotycki kościół filialny (poewangelicki) pw. Wniebowzięcia NMP w Lipiej Górze |         |
| 4  | Czeszewo św. Andrzeja Apostoła                 | 1290           | św. Andrzej Apostoł                    | Święto Trójcy Świętej 30 listopada | Kościół parafialny z XVII/XVIII w. (w rejestrze zabytków) |         |
| 5  | Gołańcz św. Wawrzyńca                          | 1361           | św. Wawrzyniec z Rzymu                 | 10 sierpnia                        | Kościół parafialny zbud. w l. 1931-1934 (w rejestrze zabytków), w gestii parafii kaplica w Czesławicach oraz kościół pobernardyński w Gołańczy; www |         |
| 6  | Chojna św. Małgorzaty                          | 1364           | św. Małgorzata Antiocheńska            | 13 lipca                           | Kościół parafialny o konstrukcji szachulcowej z 1776 roku |         |
| 7  | Smogulec św. Katarzyny i bł. Marii Karłowskiej | 1415           |                                        | 6 czerwca, 25 listopada            | Gotycko-renesansowy kościół parafialny z 1619 roku (w rejestrze zabytków), w gestii parafii kościół filialny pw. Niepokalanego Serca NMP w Mieczkowie, kaplica w Chwaliszewie                                                                                  |         |
| 8  | Dziewierzewo św. Jakuba Apostoła               | 1415           | św. Jakub Większy Apostoł              | 25 lipca                           | Kościół parafialny poewangelicki z 1904 roku |         |
| 9  | Sipiory św. Jana Nepomucena                    | 1934           | św. Jan Nepomucen                      | 21 maja                            | Kościół parafialny w Sipiorach, kościół filialny Wniebowzięcia NMP (poewangelicki) w Kowalewku |         |
| 10 | Kcynia Wniebowzięcia NMP                       | 1990           | Wniebowzięcie Najświętszej Maryi Panny | 3 maja 15 sierpnia 14 września     | Kościół parafialny z 1790 roku (w rejestrze zabytków) to dawny klasztor karmelitów (1612-1835); w głównym ołtarzu Cudowny Krucyfiks z XVIII w.; kościół filialny MB Częstochowskiej w Iwnie; w parafii znajduje się dom zakonny sióstr Służebniczek Maryi; www |         |